# Швидкісна залізниця Карлсруе — Базель
Швидкісна залізниця Карлсруе — Базель (нім. Ausbau- und Neubaustrecke Karlsruhe–Basel, буквально «Модернізована та нова лінія Карлсруе — Базель») — нова лінія, яка будується на маршруті залізниці Мангайм — Карлсруе — Базель (Райнтальбан). Після реалізації проєкту Райнтальбан буде модернізований до чотирьох безперервних колій, а її експлуатаційна ефективність буде підвищена через поділ різних транспортних потоків. Час у дорозі для пасажирських перевезень між Карлсруе та Базелем має бути скорочено на 31 хвилину. Проєкт є частиною коридору Роттердам — Генуя, а також частиною магістралі для Європи (Париж — Будапешт).
Перші дільниці високошвидкісної магістралі, яка планувалася з середини 1980-х років, введені в експлуатацію в 1993 році. На дільниці між Раштат-Південний — Оффенбург, яка завершена у 2001 та 2004 роках, дві колії нової високошвидкісної лінії прямують безпосередньо біля чинної залізниці. Крім того, Каценберзький тунель відкритий для руху у 2012 році, тоді як на інших дільницях ведуться будівельні роботи, а на інших ще не надано дозвіл на будівництво. Основними незавершеними підпроєктами є Раштатський тунель, Оффенбурзький тунель, вантажна лінія Оффенбург — Аугген із західним обходом Фрайбурга та модернізація чинної лінії паралельно вантажній лінії до 250 км/год.
Завершення всього проєкту заплановане на 2041 рік (станом на лютий 2021 року), а нові секції будівництва мають бути завершені до 2035 року.
Deutsche Bahn оцінює загальну вартість проєкту в 14,2 млрд євро (станом на травень 2020 року). З них близько 2 мільярдів євро припадає на вже завершені дільниці.

## Маршрут
Між Карлсруе та Оффенбургом маршрут пролягає паралельно Райнтальбану. Між Оффенбургом і Буггінгеном (на південь від Фрайбурга) він прямуватиме поруч із автомагістраллю A5 як нова об'їзна залізниця Фрайбурга. Цю дільницю, яка розрахована на швидкість 160 км/год, у майбутньому використовуватимуть вантажні поїзди. Щільність населення та зменшення впливу вантажного транспорту були ключовими причинами вибору цього варіанту. Чинна лінія в цьому районі, що прямує від Оффенбурга через Фрайбург до Буггінгена, має бути модернізована для швидкості руху від 200 до 250 км/год і використовуватиметься пасажирськими поїздами.

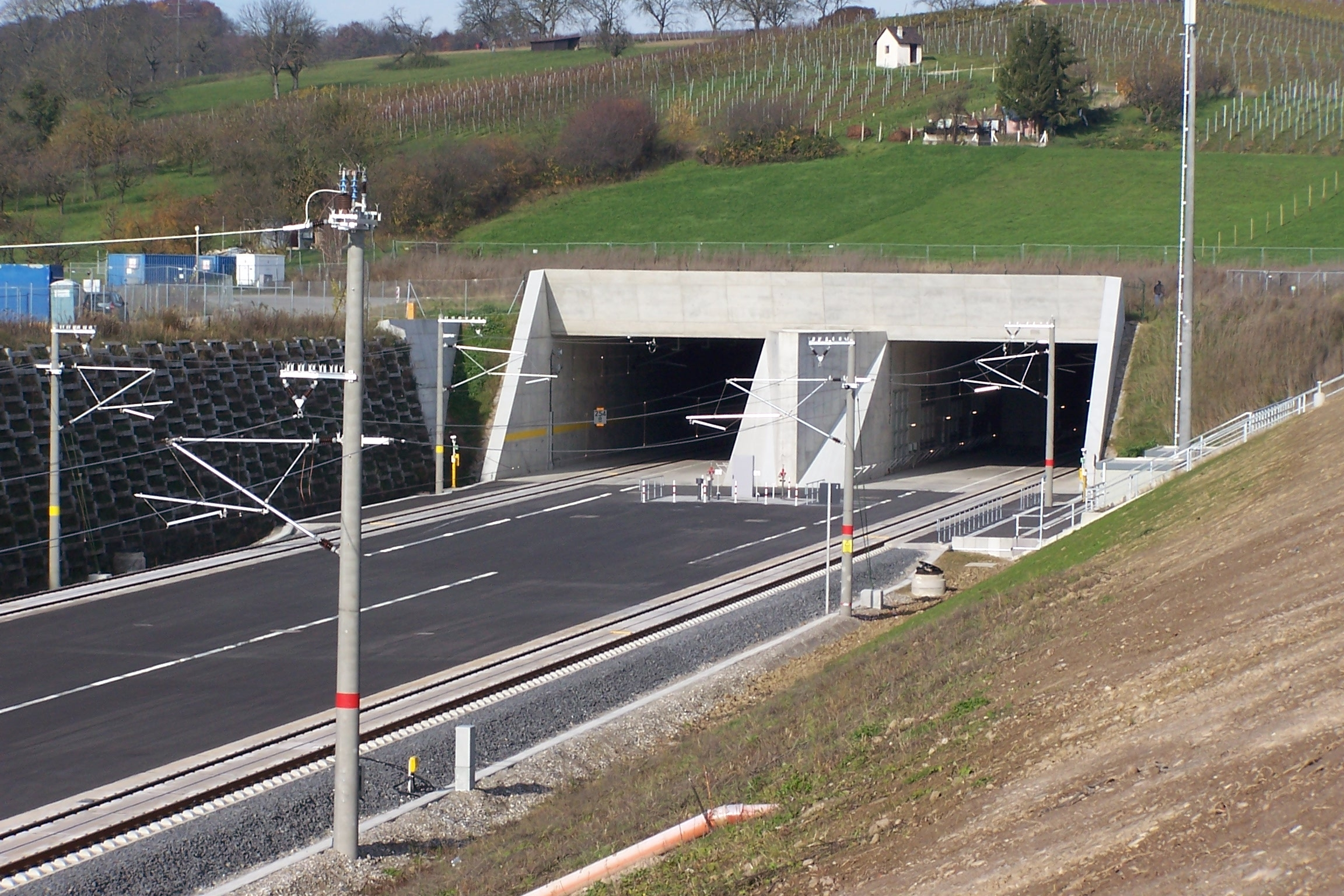
Південний портал Каценберзького тунелю

У Буггінгені, на південь від Фрайбурга, вантажна об'їзна залізниця та Райтальбан знову зустрінуться й прямуватимуть паралельно до Шлінгена. Між Шлінгеном і Аймельдінгеном нова залізниця прямує через Каценберзький тунель, завдовжки 9,4 км. Тунель скорочує маршрут для пасажирських поїздів, уникаючи звивистого маршруту вздовж берега на цій дільниці. Пізніше пасажирські та вантажні колії прямуватимуть паралельно до Базельського залізничного вузла.
Дистанція Раштат-Південний — Оффенбург може працювати зі швидкістю 250 км/год. Нещодавно побудована дистанція Буггінген — Базель також може працювати з такою швидкістю. Запланована вантажна об'їзна залізниця Фрайбурга розрахована на 160 км/год. Між станцією Раштат і Раштат-Нідербюль лінія залишається двоколійною. Це має бути вирішено по відкриттю Раштатського тунелю. Решта дистанції між Оффенбургом і Фрайбургом і далі на південь все ще планується.
Оффенбурзький тунель завдовжки 7 км планується побудувати під містом Оффенбург, яке налічує 60 тис. жителів.
Німецький парламент схвалив будівництво та фінансування тунелю 28 січня 2016 року.